# Bataille de Prairie d'Ane
Guerre de Sécession
Batailles
Expédition de Camden
- Mount Elba
- Elkin's Ferry
- Prairie d'Ane
- Poison Spring
- Marks' Mills
- Jenkins' Ferry

Campagne de la Red River
- Fort De Russy
- Mansfield
- Pleasant Hill
- Blair's Landing
- Monett's Ferry
- Mansura
- Yellow Bayou

La bataille de Prairie d'Ane (9 - 13 avril 1864), appelée aussi Prairie de Ann, Gum Grove ou Moscow) s'est déroulée dans l’actuel comté de Nevada, Arkansas, lors de l'expédition de Camden, pendant la guerre de Sécession. L'expédition de Camden est lancée en coopération avec la campagne de la Red River de 1864. Les planificateurs des États-Unis prévoient deux armées fédérales convergeant simultanément, une force sous les ordres du général Nathaniel Banks poussant vers le nord de la Red River en commençant à Alexandria, Louisiane, et l'autre armée fédérale sous les ordres du général Frederick Steele partant vers le sud-ouest de Little Rock, Arkansas. L'objectif est de presser l'armée rebelle du général E. Kirby Smith vers le bastion de Shreveport et de le battre. En cas de succès, une quelconque seconde phase est envisagée avec les deux armées fédérales fusionnant en une grande armée et poursuivant son offensive avec une poussée vers l'ouest dans le Texas.

## Contexte
Prairie d'Ane est une particularité topographique proéminente au sud-ouest de l'Arkansas qui comprend une prairie à découvert de cinquante kilomètres carrés, entourée de tous les côtés par essentiellement une forêt dense de pins sylvestres. En 1864, c'est un point de repère connu à quelque cent soixante kilomètres au sud-ouest de Little Rock. La prairie est une croisée des chemins ; l'ouest part vers Washington, la capitale confédérée de l'Arkansas depuis leur départ de Little Rock en septembre 1863. Vers l'est, la prairie donne sur la ville fortement fortifiée de Camden, où beaucoup de troupes confédérées ont leur quartiers généraux. Au sud de la Prairie d'Ane se trouvent la stratégique Red River et Shreveport au-delà.
Prairie d'Ane devient un lieu stratégique après la capture de Little Rock par l'armée de l'Union le 10 septembre 1863. Alors que les forces de l'Union marchent dans la ville, les confédérés ramassent à la hâte les documents officiels de l'État et déplacent le siège de leur gouvernement à Washington. Lors de la retraite vers le sud-ouest, les confédérés construisent des ouvrages défensifs sur plusieurs points le long de l'ancienne route militaire qui va de Benton à Arkadelphia et ils construisent de vastes parapets de terre et de rondins sur le côté nord de Prairie d'Ane. Une défaite confédérée pourrait ouvrir la route vers Washington à l'armée de l'Union. Mais Prairie d'Ane pose un sérieux problème défensif aux rebelles. D'un côté, la large plaine à découvert offre des bons champs de tirs pour les batteries d'artillerie défensives ; d'un autre côté, la même plaine ouverte offre beaucoup d'espace à une force qui attaque pour manœuvrer et déborder les défenseurs dans leurs retranchements statiques. Beaucoup des lourdes barrières défensives rebelles érigées le long de la route de Little Rock à Prairie d'Ane ont été construites par de la main-d’œuvre asservie. Des groupes errants de cavalerie de partisans rebelles sont envoyés pour harceler les forces fédérales le long de leur trajet en provenance de Little Rock.

## Prélude
Les forces confédérées défensives engagées dans la bataille sont sous le commandement du général Sterling Price et comprennent principalement des régiments des États de l'Arkansas et du Missouri et de la milice locale dont trois divisions de cavalerie par le général James Fagan, le général Marmaduke et le général Samuel Maxey et trois divisions d'infanterie et de cavalerie démontée commandées par les généraux John Walker, Thomas Churchill et Mosby Parsons, auxquels s'ajoutent cinq batteries d'artillerie. Beaucoup de troupes de l'État de l'Arkansas sont composées de conscrits, dont quelques-uns ont servi lors des campagnes précédentes, avaient déserté les rangs, seulement pour être ré-enrôler par des racoleurs confédérés.
Les forces de l'Union qui attaquent comprennent le VIIe corps de l'armée (étendu) sous le commandement du général Frederick Steele et sont constituées de deux divisions d'infanterie commandées par les généraux Frederick Salomon et John Thayer et d'une division de cavalerie commandée par le général Eugene Carr, et soutenues par cinq batteries d'artillerie. La plupart des forces offensives sont des troupes de l'Iowa, du Wisconsin, de l'Indiana, de l'Illinois, de l'Ohio, de l'Arkansas et du Kansas — les dernières comprenant deux régiments récemment levés d'afro-américains. Pratiquement tous les régiments du VIIe corps sont fortement en sous-effectif, en raison de la maladie et d'infirmité causées par la fièvre typhoïde, la rougeole, la malaria (« fièvre du Sud »), la grippe, des diarrhées chroniques et les rhumatismes chroniques douloureux causés par l'humidité et les conditions humides que les soldats du nord ont rencontrées lors de leur service dans le delta de l'Arkansas autour d'Helena de 1862 à 1863. À un moment de la campagne de l'armée de l'Union, une division a environ 1 000 soldats sur la liste des malades. La mort par maladie est bien plus commune pour les soldats fédéraux servant sur le théâtre de l'Arkansas que la mort au combat.

## Bataille
À la suite de la traversée de la rivière Little Missouri par des éléments du 36th Iowa Infantry et du 43rd Indiana Infantry qui traversent à gué durant la nuit du 3 avril 1864, ces régiments sont confrontés aux unités confédérées au milieu de la matinée le lendemain. Les troupes de l'Iowa et de l'Indiana tiennent leur tête de pont, soutenues par le feu de l'artillerie et de l'infanterie du VIIe corps de Steele, qui attendent de traverser la rivière sur la rive opposée. Le combat à Elkin's Ford commence vers 10 heures du matin et se poursuit jusque tard dans l'après-midi, lorsque les confédérés cessent leur attaque, forcés de laisser des douzaines de morts et de mourants sur le champ de bataille, le 36th Iowa et le 43rd Indiana ayant subi aussi des pertes.
Le lendemain, le reliquat du corps de Steele traverse le Little Missouri sur un pont flottant. Grossi seulement deux jours avant par l'arrivée de la division de la frontière du brigadier général John M. Thayer en provenance du nord-ouest de l'Arkansas, ils campent quelques jours sur la rive sud du gué avant de marcher vers le sud par le Little Missouri vers la prairie. Se reposant quelques jours dans la plantation de la veuve Cornelius, Steele obtient des renseignements précieux de la part des confédérés blessés et mourant en face de lui. Partant en reconnaissance à partir de la plantation Cornelius, les fédéraux observent les longs parapets de bois et de terre qui ont été établis à la hâte pour défendre le côté nord de la prairie. Marchant vers le sud à partir de la plantation de Cornelius le 10 avril 1864, ils rencontrent la ligne de bataille et attaquent avec de l'artillerie, de la cavalerie et des tirailleurs de l'infanterie, repoussant finalement la ligne environ deux kilomètres avant d'être stoppés par les confédérés. L'escarmouche se poursuit pendant toute l'après-midi du 11 avril 1864. Lors d'une action de retardement, les confédérés reculent, avec l'intention d'établir une position plus au sud pour défendre leur capitale à Washington, où ils espèrent recevoir des renforts de Kirby Smith à Shreveport.
Les provisions inadaptées ont été acheminées par le VIIe corps de l'Union, et ne trouvant que peu de ravitaillement le long le chemin, ils marchent depuis Little Rock sur des demi-rations. Ils ont donc un besoin immédiat de fourrage pour les animaux et de nourriture. Les rapports des reconnaissances de Steele commencent à rapporter des rumeurs selon lesquelles les forces de l'Union sous les ordres de Banks qui convergeaient vers Shreveport ont été repoussées par Kirby Smith.
Steele avait douté de la sagesse de marcher dans le sud-ouest de l'Arkansas pour soutenir la campagne de la Red River mal conçue de Banks et il a retardé son départ de Little Rock jusqu'à ce qu'il reçoive finalement un ordre plutôt vague de son ancien camarade de promotion de l'académie militaire de West Point Ulysses S. Grant. Maintenant, profondément avancé en territoire ennemi avec ses forces mises à un quart de rations, avec peu de fourrage pour ses mules et ses chevaux et marchant sur des routes boueuses et saturées par les pluies, Steele est de plus en plus dans l'incapacité d'atteindre Shreveport. Un train de ravitaillement est parti de Little Rock le 12 avril 1864, mais les conditions météorologiques signifient probablement que son arrivée sera retardée. De plus, si les rumeurs de la défaite de Banks se révèlent exactes, Steele sait que cela rend Kirby Smith libre de ses mouvements pour faire volte-face avec toute son armée vers le nord pour le repousser avec une force écrasante. Prenant conseil de ses officiers, Steel décide de dérouter son armée vers l'est pour prendre Camden, où il pourrait, avec un peu de chance, capturer des provisions et attendre des renseignements qui confirmeraient ou démentiraient les rumeurs de la défaite de Banks.
Par un mouvement de diversion de sa propre initiative, Steele ordonne à la division de la frontière de Thayer de faire une feinte vers Washington, attirant ainsi l'ennemi dans un combat au sud de la prairie, pendant que la partie principale des forces de l'Union tourne rapidement vers l'est de la route de Camden. L'action de Thayer est rapidement découverte, cependant, incitant les confédérés dans une action d'arrière garde au hameau de Moscow, sur le côté sud-est de la prairie. La force principale de Steele se rend à Camden et capture la ville face à une opposition minimale, seulement pour trouver de maigres approvisionnements et la confirmation de la défaite de Banks sur la Red River.
Après avoir subi la perte de près de cinq cents wagons de ravitaillement et de mille deux cents mules dans des embuscades acharnées et féroces sur les trains de ravitaillement de l'Union à Poison Springs le 18 avril 1864, et à Marks Mills le 25 avril 1864, Steele prend la décision de retraiter du sud de l'Arkansas et de sauver son armée. Le VIIe corps de Steele part pour le nord à partir de Camden tôt le matin du 27 avril 1864. Steele est poursuivi par les confédérés sur tout le trajet vers la rivière Saline, au sud de Little Rock, où la campagne se termine avec la bataille de Jenkins' Ferry les 29 - 30 avril 1864.

## Conséquences
Le site de la bataille, le champ de bataille de Prairie d'Ane (en) est répertorié sur le Registre national des lieux historiques et fait partie des monuments historiques nationaux des sites de l'expédition de Camden (en).

## Pour aller plus loin
- (en) Albert Castel, General Sterling Price and the Civil War in the West, Baton Rouge; London, Louisiana State University Press, 1993 (1re éd. 1968), 328 p. (ISBN 0-8071-1854-0, LCCN 68-21804).